# Gonzalo García García
Gonzalo Manuel García García (Montevideo, 13 oktober 1983) is een Uruguayaans-Spaanse voormalig voetballer die zowel als middenvelder en aanvaller speelde. Na zijn spelersloopbaan werd hij trainer.

## Spelerscarrière
García werd geboren in de Uruguayaanse hoofdstad Montevideo, maar verhuisde op zijn 14e naar Spanje, waar hij na enige tijd de Spaanse nationaliteit verkreeg. Hij gold als een groot talent en de Spaanse topclub Real Madrid haalde de aanvaller naar Madrid. Zijn debuut in de hoofdmacht van de Koninklijke zou nooit komen. Hij werd in het seizoen 2003/04 – toen hij 20 jaar was – verhuurd aan UD Mérida. Het daaropvolgende seizoen speelde hij voor CF Palencia, eveneens op huurbasis.
Zijn echte doorbraak kwam pas na zijn overstap naar AGOVV Apeldoorn. In juli 2005 werd er via zijn Agent van Bureau Euro Soccer Advice een stage geregeld bij AGOVV Apeldoorn. Daar haalde AGOVV Apeldoorn-coach Stanley Menzo hem, na een stage van een week, naar de Eerste Divisionist. Vervolgens groeide hij uit tot smaakmaker van AGOVV Apeldoorn. Dat viel ook enkele Eredivisie-clubs op. Uiteindelijk koos de balgoochelaar voor sc Heerenveen, waar zijn doorbraak enige tijd op zich liet wachten. Vanwege verschillende blessures maakte hij pas na de winterstop van het seizoen 2006/07 zijn debuut en groeide hij vrijwel meteen uit tot basisspeler. In het seizoen 2007/08 kwam hij weinig aan spelen toe. Daarom werd García García verhuurd aan Heracles Almelo. In juni 2008 neemt FC Groningen de aanvallende middenvelder over. In Groningen tekent hij een vierjarig contract. Op 8 jan 2010 geeft hij zijn jawoord aan het Limburgse VVV-Venlo, hier heeft hij de rest van het seizoen afgemaakt op huurbasis.
Hij speelde op Cyprus en in Israël. De eerste helft van 2016 speelde hij op huurbasis voor Heracles Almelo. In november 2016 ging hij voor SD Compostela spelen. In 2017 beëindigde hij zijn carrière.

## Trainerscarrière
In het seizoen 2017/18 was hij assistent-trainer van John Lammers bij het Deense Esbjerg fB.
In het seizoen 2018/19 vervulde hij die functie bij FC Twente onder Marino Pusic. Met Twente werd hij kampioen van de Eerste divisie 2018/19. Op 16 mei 2019 werd hij aangesteld als hoofdtrainer voor het seizoen 2019/20 als opvolger van Pusic. Tijdens de eerste zes wedstrijden onder zijn leiding presteerde Twente goed, maar daarna trad een verval in. Het contract van Garcia bij FC Twente dat liep tot de zomer van 2020, werd niet verlengd.

## Naam
Gonzalo García speelde bij FC Groningen met García op zijn rug. Dat is echter niet de enige naam, waaronder hij bekendstaat. In Spanje speelde hij onder de voetbalnaam Recoba. Na zijn komst naar Nederland werd dit echter veranderd in Gonzalo García García, om verwarring met oud-Internazionale-aanvaller Álvaro Recoba te voorkomen. Bij sc Heerenveen werd het Gonzalo. Omdat het in Spaanstalige landen normaal is dat kinderen de achternaam van hun vader én moeder krijgen, kreeg Gonzalo tweemaal de naam García mee. Dit omdat zowel zijn vader als moeder zo heet. Dat vond men in Almelo te veel van het goede, waarop gekozen werd voor de vereenvoudigde versie: García.

## Statistieken
| Seizoen     | Club                   | Competitie         | Competitie | Competitie | Competitie | Beker | Beker | Beker | Internationaal | Internationaal | Internationaal | Totaal | Totaal | Totaal |
| Seizoen     | Club                   | Competitie         | Wed.       | Dlp.       | Ass.       | Wed.  | Dlp.  | Ass.  | Wed.           | Dlp.           | Ass.           | Wed.   | Dlp.   | Ass.   |
| ----------- | ---------------------- | ------------------ | ---------- | ---------- | ---------- | ----- | ----- | ----- | -------------- | -------------- | -------------- | ------ | ------ | ------ |
| 2003/04     | Real Madrid B          | Segunda División B | 0          | 0          | 0          | —     | —     | —     | —              | —              | —              | 0      | 0      | 0      |
| Club Totaal | Club Totaal            | Club Totaal        | 0          | 0          | 0          | 0     | 0     | 0     | 0              | 0              | 0              | 0      | 0      | 0      |
| 2003/04     | → AD Alcorcón          | Segunda División B | 1          | 0          | 0          | 0     | 0     | 0     | —              | —              | —              | 1      | 0      | 0      |
| Club Totaal | Club Totaal            | Club Totaal        | 1          | 0          | 0          | 0     | 0     | 0     | 0              | 0              | 0              | 1      | 0      | 0      |
| 2003/04     | → UD Mérida            | Segunda División B | 5          | 0          | 0          | 0     | 0     | 0     | —              | —              | —              | 5      | 0      | 0      |
| Club Totaal | Club Totaal            | Club Totaal        | 5          | 0          | 0          | 0     | 0     | 0     | 0              | 0              | 0              | 5      | 0      | 0      |
| 2004/05     | → CF Palencia          | Segunda División B | 19         | 1          | 0          | 0     | 0     | 0     | —              | —              | —              | 19     | 1      | 0      |
| Club Totaal | Club Totaal            | Club Totaal        | 19         | 1          | 0          | 0     | 0     | 0     | 0              | 0              | 0              | 19     | 1      | 0      |
| 2005/06     | AGOVV Apeldoorn        | Eerste Divisie     | 35         | 16         | 0          | 0     | 0     | 0     | —              | —              | —              | 35     | 16     | 0      |
| Club Totaal | Club Totaal            | Club Totaal        | 35         | 16         | 0          | 0     | 0     | 0     | 0              | 0              | 0              | 35     | 16     | 0      |
| 2006/07     | sc Heerenveen          | Eredivisie         | 8          | 1          | 3          | 0     | 0     | 0     | —              | —              | —              | 8      | 1      | 3      |
| 2007/08     | sc Heerenveen          | Eredivisie         | 5          | 0          | 0          | 2     | 0     | 0     | 0              | 0              | 0              | 7      | 0      | 0      |
| Club Totaal | Club Totaal            | Club Totaal        | 13         | 1          | 3          | 2     | 0     | 0     | 0              | 0              | 0              | 15     | 1      | 3      |
| 2007/08     | → Heracles Almelo      | Eredivisie         | 16         | 3          | 3          | 3     | 2     | 0     | —              | —              | —              | 19     | 5      | 3      |
| Club Totaal | Club Totaal            | Club Totaal        | 16         | 3          | 3          | 3     | 2     | 0     | 0              | 0              | 0              | 19     | 5      | 3      |
| 2008/09     | FC Groningen           | Eredivisie         | 32         | 4          | 4          | 1     | 0     | 1     | —              | —              | —              | 33     | 4      | 5      |
| 2009/10     | FC Groningen           | Eredivisie         | 6          | 0          | 0          | 1     | 0     | 0     | —              | —              | —              | 7      | 0      | 0      |
| Club Totaal | Club Totaal            | Club Totaal        | 38         | 4          | 4          | 2     | 0     | 1     | 0              | 0              | 0              | 40     | 4      | 5      |
| 2009/10     | → VVV-Venlo            | Eredivisie         | 14         | 3          | 1          | 0     | 0     | 0     | —              | —              | —              | 14     | 3      | 1      |
| Club Totaal | Club Totaal            | Club Totaal        | 14         | 3          | 1          | 0     | 0     | 0     | 0              | 0              | 0              | 14     | 3      | 1      |
| 2010/11     | FC Groningen           | Eredivisie         | 15         | 2          | 1          | 4     | 1     | 0     | —              | —              | —              | 19     | 3      | 1      |
| Club Totaal | Club Totaal            | Club Totaal        | 53         | 6          | 5          | 6     | 1     | 1     | 0              | 0              | 0              | 59     | 7      | 6      |
| 2011/12     | AEK Larnaca            | A Divizion         | 22         | 12         | 4          | 0     | 0     | 0     | 10             | 5              | 2              | 32     | 17     | 6      |
| Club Totaal | Club Totaal            | Club Totaal        | 22         | 12         | 4          | 0     | 0     | 0     | 10             | 5              | 2              | 32     | 17     | 6      |
| 2012/13     | Maccabi Tel Aviv       | Ligat Ha'Al        | 27         | 4          | 6          | 0     | 0     | 0     | —              | —              | —              | 27     | 4      | 6      |
| Club Totaal | Club Totaal            | Club Totaal        | 27         | 4          | 6          | 0     | 0     | 0     | 0              | 0              | 0              | 27     | 4      | 6      |
| 2013/14     | → Anorthosis Famagusta | A Divizion         | 19         | 9          | 0          | 0     | 0     | 0     | 2              | 1              | 1              | 21     | 10     | 1      |
| 2014/15     | Anorthosis Famagusta   | A Divizion         | 15         | 1          | 0          | 0     | 0     | 0     | —              | —              | —              | 15     | 1      | 0      |
| Club Totaal | Club Totaal            | Club Totaal        | 34         | 10         | 0          | 0     | 0     | 0     | 2              | 1              | 1              | 36     | 11     | 1      |
| 2015/16     | → Heracles Almelo      | Eredivisie         | 8          | 0          | 2          | 1     | 0     | 0     | —              | —              | —              | 9      | 0      | 2      |
| Club Totaal | Club Totaal            | Club Totaal        | 24         | 3          | 5          | 4     | 2     | 0     | 0              | 0              | 0              | 28     | 5      | 5      |
| 2016/17     | SD Compostela          | Tercera Division   | 23         | 7          | 0          | 0     | 0     | 0     | —              | —              | —              | 23     | 7      | 0      |
| Club Totaal | Club Totaal            | Club Totaal        | 23         | 7          | 0          | 0     | 0     | 0     | 0              | 0              | 0              | 23     | 7      | 0      |
| TOTAAL      | TOTAAL                 | TOTAAL             | 270        | 63         | 24         | 12    | 3     | 1     | 12             | 6              | 3              | 294    | 72     | 28     |

* Bijgewerkt t/m 26 april 2019